# Vera Mulder
Vera Mulder (Dalen, 14 september 2000) is een Nederlands volleybalspeelster. Mulder kwam in Nederland uit voor Volleybalvereniging Dalen, Talentteam Papendal, Sliedrecht Sport en Team Eurosped. In het buitenland speelde ze voor de Duitse clubs Schwarz-Weiss Erfurt en MTV Stuttgart. Sinds 2024 komt Mulder uit voor het eveneens Duitse Ladies in Black Aachen.

## Carrière
Mulder begon haar volleybalcarrière bij Volleybalvereniging Dalen in haar geboorteplaats in Drenthe. In 2016 werd ze opgepikt door Talentteam Papendal, waar ze twee jaar deel uitmaakte van het talententeam. Twee jaar later stapte Mulder over naar Team Eurosped uit Vroomshoop. In het seizoen 2021/22 was Mulder actief voor competitiegenoot Sliedrecht Sport. Hierna ging ze haar eerste buitenlandse avontuur aan bij het Duitse Schwarz-Weiss Erfurt. Dat seizoen bereikte Mulder met de club uit Thüringen de kwartfinales van de beker. In de competitie ging het minder. Hier werd een tiende plaats behaald, waarna Schwarz-Weiss Erfurt zich terugtrok uit de Bundesliga. Na al eerder in jeugdselecties te zijn uitgekomen, maakte Mulder op 30 mei 2023 haar debuut in Nederland in de Nations League tegen Duitsland. In het seizoen 2023/24 kwam Mulder uit voor de Duitse club MTV Stuttgart. Hier had ze een succesvol seizoen door de DVV Cup te winnen door SC Potsdam in de finale te verslaan en daarna ook kampioen van de Bundesliga te worden door in de finale Schweriner SC te verslaan. Mulder werd vervolgens gecontracteerd door competitiegenoot Ladies in Black Aachen.

## Awards
Clubverband
- Duits kampioen 1×
- Duitse Beker 1×